# Herinneringen van een engelbewaarder
Herinneringen van een engelbewaarder. De wolk van niet weten is de laatste oorlogsroman van de Nederlandse schrijver Willem Frederik Hermans, verschenen in september 1971. Het verhaal speelt zich af in de vijf oorlogsdagen van 10 tot en met 14 mei 1940. Officier van justitie Bert Alberegt rijdt in de verwarrende eerste oorlogsdagen een kind dood en wordt wanhopig bij het zien van het bombardement op Rotterdam. De roman werd door de literaire kritiek gemengd ontvangen en is minder bestudeerd dan bekender werk van de auteur. Een opvallend kenmerk zijn de citaten uit Het Koninkrijk der Nederlanden in de Tweede Wereldoorlog van Loe de Jong. De elfde druk verscheen in 1993 als onderdeel van de reeks Grote Lijsters in een oplage van 90.000 exemplaren.

## Ontstaansgeschiedenis
De auteur begon aan de roman vlak na de verschijning van De donkere kamer van Damokles in 1958, toen hij 'een satire op een soort van detectiveroman' van plan was te schrijven. In 1970 hernam hij dit plan toen het derde deel van de reeks Het Koninkrijk der Nederlanden in de Tweede Wereldoorlog van Loe de Jong verschenen was. Om die reden is de roman ook gesitueerd in de vijf oorlogsjaren. Het had het eerste deel van een trilogie moeten worden, maar de twee andere delen heeft Hermans nooit geschreven.
Volgens een aantekening in het boek schreef de auteur de roman van 7 september 1970 tot en met 30 mei 1971.

## Inhoud
Op 9 mei 1940 neemt de 38-jarige officier van justitie Bert Alberegt afscheid van zijn 25-jarige Joodse vriendin, die vanaf Hoek van Holland naar Amerika vlucht. Op weg naar een zitting rijdt hij een kind dood en verbergt het lijkje in de bermstruiken. De derde oorlogsdag, een Pinksterzondag, brengt hij door bij zijn moeder. Op de laatste van de vijf oorlogsdagen verneemt hij dat de koningin naar Engeland is gevlucht en neemt de wanhoop bezit van hem als hij getuige van het bombardement op Rotterdam is. Daarop pleegt zijn broer zelfmoord.

## Verteltechniek
De roman wordt verteld door een engel, maar volgens onderzoeker Wium van Zyl heeft die een minder superieur zicht op de verhaalgebeurtenissen dan de lezer verwacht. Hij kan niet in de toekomst kijken, laat zich meeslepen door de gebeurtenissen en doet bij herhaling voorspellingen die onjuist blijken te zijn.

## Plaats in het oeuvre
Deze roman is de laatste oorlogsroman van de auteur en ook de meest ingewikkelde. Zelf noemde Hermans het in 1978 'een van de mooiste boeken die ik geschreven heb'.

## Receptie
De roman riep in de literaire kritiek gemengde reacties op. Met name de vertelwijze vond niet bij iedereen waardering. Jacques Vogelaar typeerde de schrijfstijl als 'de stijl van een slechte bijbelvertaling in de bewerking van een dorpsnotaris'. Ook de functionaliteit van historische gegevens werd verschillend beoordeeld. Sommige critici vonden de sfeer in de oorlogsdagen goed getroffen, anderen wezen op anachronismen zoals de aanwezigheid van autoradio's en het bestaan van eenrichtingsverkeer. De roman heeft nooit de literaire status bereikt van de twee voorafgaande romans van Hermans, De donkere kamer van Damokles en Nooit meer slapen.

## Publicatiegeschiedenis
Twee fragmenten werden voorgepubliceerd. Onder de titel 'Fragment uit Een engelbewaarder (Herinneringen van)' verscheen twintig bladzijden in het tijdschrift Raster van zomer 1971, jaargang 5 nummer 2, p. 148-168. Het tweede fragment had als titel 'De zitting' en verscheen in Elseviers Literair Supplement van 21 augustus 1971.
De eerste druk van de roman verscheen in september 1971 als Literaire Reuzenpocket 375, met een omslag van Peter van Hugten en in een oplage van 25.391. De achtste druk verscheen in 1984 in Zuid-Afrika. In 1993 verscheen de elfde druk als deel van de reeks Grote Lijsters in een oplage van 90.000 exemplaren.